# Middelfart
Middelfart este un oraș în Danemarca.